# The Hills (canción)
«The Hills» es una canción interpretada por el cantante canadiense The Weeknd. Fue lanzada al mercado el 27 de mayo de 2015 como el segundo sencillo de su segundo álbum de estudio, Beauty Behind the Madness.
The Hills" recibió en su mayoría, críticas positivas, y fue un éxito comercial apareciendo en múltiples listas anuales de éxitos. En el país natal del cantante, la canción alcanzó el número uno. En los Estados Unidos también alcanzó el número uno en el Billboard Hot 100, reemplazando su propio sencillo «Can't Feel My Face». La canción también alcanzó el top 10 en el Reino Unido, Irlanda, Alemania, Australia y Nueva Zelanda. Además del top 20 en Dinamarca y Suecia mientras que entró al top 40 en los Países Bajos, Noruega, y Suiza. Un video musical fue lanzado el 27 de mayo de 2015. Fue dirigido por Grant Singer. Se publicaron dos remixes oficiales de la canción con los raperos Eminem y Nicki Minaj.
The Weeknd confirmó que, además de la versión que fue lanzada, existen otras 67 versiones de "The Hills". La canción fue interpretada durante el espectáculo de medio tiempo del Super Bowl LV el 7 de febrero de 2021.

## Composición
La canción está escrita por Abel Tesfaye

## Recepción

### Crítica
"The Hills" recibió críticas positivas por el retorno del cantante a su estilo característico, después de su orientación hacia el pop en «Earned It». James Shotwell de Under the Gun escribió que el sencillo encaja bien dentro de la producción anterior de Abel, pero que "la habilidad de Abel para crear algo totalmente hipnótico independientemente de la producción, nunca deja de asombrar.  Brian Mansfield de USA Today señaló que "cuando una canción toma su gancho de una película de terror —el clásico de culto de 1977 de Wes Craven, The Hills Have Eyes— sabes que hay problemas."
En una revisión para The New York Post, Hardeep Phull escribió que "los fanes de "Cincuenta Sombras de Grey" fueron atraídos a The Weeknd (nombre real Abel Tesfaye) a través de su éxito «Earned It» están en shock por la forma tan siniestra de su nueva pista". Continuando, Phull dice que "cuando se trata de ser un Don Juan con un lado oscuro, este tipo hace que Christian Grey se parezca a Ned Flanders".
Rolling Stone clasificó "The Hills" en el número 11 en su lista anual de las 50 mejores canciones de 2015. La misma revista también incluyó a «Earned It» y «Can't Feel My Face» dentro de la lista. Billboard colocó a "The Hills" en el número 10 de su lista de fin de año de 2015. Time nombró a "The Hills" como la quinta mejor canción de 2015. El magacín The Village Voice clasificó a "The Hills" en el número 22 de su encuesta crítica anual de fin de año;  «Can't Feel My Face» se posicionó en el número tres de la misma.

### Comercial
En los Estados Unidos "The Hills" entró en el número 2 de la lista Billboard Hot 100, fue el debut más alto de la semana. Mismo que fue abrumadoramente impulsado por la venta de 109.000 copias en descarga digital y 5,2 millones de streams en su primera semana, ayudado por el estreno simultáneo de su video musical en la fecha de lanzamiento del sencillo. La siguiente semana, el sencillo bajó una posición, pero obtuvo el mayor aumento de streams de la lista. Se convirtió en el segundo sencillo número uno de The Weeknd en los Estados Unidos, en sustitución de su propio hit «Can't Feel My Face», convirtiéndose en el primer artista desde Taylor Swift en reemplazarse a sí mismo en la cima de las listas. "The Hills" pasó seis semanas consecutivas en el número uno antes de ser reemplazado por Adele con «Hello».  Hasta enero de 2016, "The Hills" ha vendido 2,662,000 copias en el país.
En el Reino Unido, el 6 de junio de 2015, "The Hills" entró en la posición número 51 de la UK Singles Chart. La siguiente semana, avanzó al número 30, y la siguiente semana al 35. Tres semanas más tarde, cayó fuera del top 40, pero poco después reingreso en la posición número 35, y pasaron siete semanas sin moverse o pasar de la número 31. El 29 de octubre del mismo año, logró llegar a su punto máximo dentro de la lista, la posición número 3, solo por debajo de «Perfect» de One Direction (en el número 2) y «Turn the Music Louder (Rumble)» de KDA (en el número 1).

## Vídeo musical
El video musical de "The Hills" fue dirigido por Grant Singer. Fue subido a YouTube el 27 de mayo de 2015. El video ha sido visto más de 1749 millones de veces, convirtiéndose en el segundo video con más visitas de The Weeknd. El vídeo comienza mostrando un auto destrozado que se volcó, y no se sabe el por qué. The Weeknd es visto arrastrándose fuera del auto antes de ayudar a dos mujeres a salir. A medida que la canción avanza, The Weeknd es visto caminando por sí mismo por una calle oscura, y alrededor de la mitad de la canción, el auto destrozado explota detrás de él. De vez en cuando es empujado en varias ocasiones por una de las mujeres del auto. Al final de la canción, entra en una mansión abandonada, y sube las escaleras a una habitación iluminada con luz roja. Un hombre que sostiene una manzana se sienta esperándolo, junto a las dos mujeres del auto, y el vídeo se corta. 
El hombre de la mansión es Rick Wilder, y también aparece en los videos musicales de «Can't Feel My Face» y «Tell Your Friends».
Otro video musical fue filmado para el remix de Eminem en colaboración con GoPro y United Realities, es un video de realidad virtual de 360 grados en el que se ve salir a The Weeknd de un lugar y dirigirse a su limusina. A medida que el espectador cambia los ángulos, se muestra que hay una lluvia de cometas y los escombros causan explosiones alrededor del área. Al acercarse a su limusina, una explosión ardiente lo consume.

## Remezclas y uso en medios
El 10 de octubre de 2015, dos remezclas de la canción fueron publicadas en línea. Una con el rapero estadounidense Eminem y el otra con la rapera trinitense, Nicki Minaj. La remezcla de Minaj se interpretó en el Saturday Night Live, junto con The Weeknd. Un video musical en 3D se realizó para la remezcla de Eminem. El rapero Lil Wayne lanzó su propia remezcla de la canción en su mixtape No Ceilings 2. Otro remix fue lanzado por la banda estadounidense de metalcore Archers, el 30 de noviembre de 2015. También apareció en la serie Life in Pieces, en el episodio 21 de la primera temporada.
El 9 de agosto de 2016, otro remix fue lanzado por el dúo de DJ belga, Dimitri Vegas y Like Mike, como una de las descargas gratuitas de sus canciones de «Summer of Madness».

## Lista de sencillos
- Descarga Digital

1. "The Hills" – 3:55

- Descarga Digital – Remixes[31]

1. "The Hills" (featuring Eminem) – 4:23
2. "The Hills" (featuring Nicki Minaj) – 4:02

- Descarga Digital – RL Grime Remix

1. "The Hills" (RL Grime Remix) – 4:31

## Listas
| Lista(2015–16)                         | Mejor posición |
| -------------------------------------- | -------------- |
| Alemania (Media Control AG)            | 10             |
| Australia (ARIA)                       | 3              |
| Australia Urban (ARIA)                 | 3              |
| Austria (Ö3 Austria Top 40)            | 31             |
| Bélgica (Flandes) (Ultratop 50)        | 18             |
| Bélgica (Valonia) (Ultratop 50)        | 18             |
| Canadá (Canadian Hot 100)              | 1              |
| Dinamarca (Tracklisten)                | 11             |
| Escocia (Scottish Singles Sales Chart) | 9              |
| Eslovaquia (Rádio Top 100)             | 38             |
| España (Top 100 Canciones)             | 64             |
| Estados Unidos (Billboard Hot 100)     | 1              |
| Estados Unidos (Adult Top 40)          | 40             |
| Estados Unidos (Hot Dance Club Songs)  | 41             |
| Estados Unidos (Hot R&B/Hip-Hop Songs) | 1              |
| Estados Unidos (Mainstream Top 40)     | 2              |
| Francia (SNEP)                         | 11             |
| Hungría (Single Top 40)                | 19             |
| Irlanda (IRMA)                         | 4              |
| Italia (FIMI)                          | 47             |
| Nueva Zelanda (Recorded Music NZ)      | 2              |
| Noruega (VG-lista)                     | 16             |
| Países Bajos (Mega Single Top 100)     | 29             |
| Reino Unido (UK R&B Chart)             | 1              |
| Reino Unido (UK Singles Chart)         | 3              |
| República Checa (Rádio Top 100)        | 12             |
| Rusia Airplay (Tophit)                 | 12             |
| Suecia (Sverigetopplistan)             | 12             |
| Suiza (Schweizer Hitparade)            | 23             |

| Lista (2015)                                 | Posición |
| -------------------------------------------- | -------- |
| Australia (ARIA)                             | 20       |
| Australia Urban (ARIA)                       | 8        |
| Canadá (Canadian Hot 100)                    | 18       |
| Alemania (Official German Charts)            | 54       |
| Nueva Zelanda (Recorded Music NZ)            | 18       |
| Reino Unido (Official Charts Company)        | 25       |
| Estados Unidos Billboard Hot 100             | 10       |
| Estados Unidos Hot R&B/Hip-Hop Songs         | 4        |
| Estados Unidos Hot R&B Songs (Billboard)     | 1        |
| Estados Unidos Mainstream Top 40 (Billboard) | 29       |

| Lista (2016)                     | Posición |
| -------------------------------- | -------- |
| Canadá (Canadian Hot 100)        | 39       |
| Estados Unidos Billboard Hot 100 | 32       |

## Certificaciones
| Región         | Certificación | Organismo Certificador | Ventas/Unidades Certificadas | Referencia |
| -------------- | ------------- | ---------------------- | ---------------------------- | ---------- |
| Australia      | 3× Platino    | ARIA                   | 210,000                      | [ 73 ]     |
| Bélgica        | Oro           | BEA                    | 15,000                       | [ 74 ]     |
| Canadá         | 2× Platino    | Music Canada           | 160,000                      | [ 75 ]     |
| Dinamarca      | Platino       | IFPI Denmark           | 60,000                       | [ 76 ]     |
| España         | Oro           | PROMUSICAE             | 20,000                       | [ 77 ]     |
| Estados Unidos | 7× Platino    | RIAA                   | 7,000,000                    | [ 79 ]     |
| Italia         | Platino       | FIMI                   | 50,000                       | [ 80 ]     |
| México         | AMPROFON      | 2× Platino             | 120,000                      | [ 81 ]     |
| Nueva Zelanda  | 2× Platino    | RMNZ                   | 30,000                       | [ 82 ]     |
| Noruega        | Oro           | IFPI Norway)           | 5,000                        | [ 83 ]     |
| Polonia        | 3× Platino    | ZPAV                   | 60,000                       | [ 84 ]     |
| Reino Unido    | Platino       | BPI                    | 600,000                      | [ 85 ]     |
| Suecia         | 2× Platino    | GLF                    | 80,000                       | [ 86 ]     |

## Historial de lanzamientos
| Región | Fecha              | Formato          | Discográfica | Ref.  |
| ------ | ------------------ | ---------------- | ------------ | ----- |
| Canadá | 26 de mayo de 2015 | Descarga digital | XO Republic  | [ 1 ] |